# Río Grande (Aguada)
Río Grande es un barrio del municipio de Aguada, Puerto Rico. Según el censo de 2020, tiene una población de 1164 habitantes.

## Geografía
El barrio está ubicado en las coordenadas 18°22′20″N 67°13′51″O / 18.37222, -67.23083 (18.372085, -67.230733). Según la Oficina del Censo de los Estados Unidos, tiene una superficie total de 3.4 km², de la cual 2.7 km² corresponden a tierra firme y 0.7 km² están cubiertos de agua.

## Demografía
Según el censo de 2020, hay 1164 personas residiendo en el barrio. La densidad de población es de 431.1 hab./km². El 31.87% de los habitantes son blancos, el 4.47% son afroamericanos, el 0.17% son amerindios, el 19.16% son de otras razas y el 44.33% son de una mezcla de razas. Del total de la población, el 91.24% son hispanos o latinos de cualquier raza.